# Eizia
Eizia là một chi thực vật có hoa trong họ Thiến thảo (Rubiaceae).

## Loài
Chi Eizia gồm các loài: